# 斯特迪倫鎮區 (愛荷華州基奧卡克縣)
斯特迪倫鎮區（英語：Steady Run Township）是位於美國愛荷華州基奧卡克縣的一個行政鎮區。

## 地方資料
根據2010年美國人口普查的數據，斯特迪倫鎮區的面積為81.59平方千米，當中陸地面積為81.54平方千米，而水域面積為0.05平方千米。當地共有人口314人，而人口密度為每平方千米3.85人。